# 曹参
曹 参（そう しん、? - 紀元前190年）は、秦末から前漢初期にかけての武将、政治家。姓は曹。諱は参、字は敬伯。前漢の2代目の相国となった。黄老の学を重んじた。子に曹窋がいる。爵位は平陽侯、諡は懿侯。

## 概略・経歴

### 劉邦に従軍
曹参は泗水郡沛県の人で、秦の時代には沛県の刑務所の属吏だった。蕭何はその時の上司にあたり、共に顔がきく役人であった。
劉邦が挙兵した時、中涓（侍従）として従軍した。反秦連合の一員となった劉邦に従い、軍を率いて秦将の司馬夷を碭県の東方で撃破し、さらに章邯と戦い、東阿・濮陽・定陶まで進撃し、臨済を占領した。さらに南下して、雍丘を救援し、三川郡守の李由（李斯の長男）を討ち滅ぼすなど各地で転戦して活躍した。
別働隊の将となった劉邦に従って西進するとき、秦将の趙賁と楊熊を攻撃して犨を攻略した。さらに、陽城の東方で南陽郡の郡守の呂齮を撃破して、これを宛に敗走させた。藍田の東に秦軍を攻め、さらに夜襲をかけ大敗させ、ついに秦の首都咸陽をおとした。漢王となった劉邦により将軍に引き立てられ、劉邦の下で楚軍を相手に転戦した。高祖元年（紀元前205年）に漢に叛いた羽嬰などを昆陽で討ち破り、さらに王武・程処・柱天侯らも撃破した。高祖2年（紀元前204年）、仮左丞相（名目だけの官職）に任命された。ここからは、劉邦から離れて、韓信の軍に従軍して魏・代・趙・斉などを破り、とくに陳余の腹心である代の相の夏説を斬り捨てた。劉邦と韓信の軍は、項羽を破りほぼ天下を平らげた。曹参は服従しない斉にとどまって、高祖3年（紀元前203年）に楚の亜将の周蘭を生け捕るなどの手柄を立てて、韓信の平定に従った。
楚漢戦争後の選評での戦功第一は誰かという評において、数十箇所の傷を負いながらも前線で戦ったことから曹参を推す声も大きかったが、結果的には後方支援で劉邦軍に絶えず兵糧・兵馬を支援し続けた蕭何が選ばれた。

### 斉国の丞相
漢王朝を立てた高祖劉邦は、曹夫人が産んだ庶長子の劉肥（悼恵王）を韓信から召し上げた斉国の王とし、曹参を斉国の相国とした。当時の斉国は七十余城を数える大国であり、更に最高位の臣として曹参がなったことからも、功績の多さと評価の高さ、更に劉邦からの信頼の厚さが窺える。
高祖6年（紀元前201年）に、列侯の爵位を賜り、平陽の一万六百三十戸を領地として授かった。叛いた陳豨の将軍の張春を破り、これを捕虜にし処刑した。今度は英布が叛くと劉肥に従い、12万の軍勢を率いて劉邦とともに大いに打ち破り、功を得た。恵帝元年（紀元前194年）、改めて曹参は斉国の丞相に任じられた。
曹参は長老や学者を召して人民を安定させる方策を訊ねた。意見はみんなばらばらだった。蓋公という人物がおり、黄帝と老子に詳しいと聞いて、彼を招聘し、彼の意見を採用して統治を行った（黄老思想。なお、蓋公の師の楽臣公は、戦国時代の名将の楽毅の血縁である）。また、魏勃ら有能な人材を登用した。斉国の丞相となって9年間で斉国は安定し、賢相として称えられた。

### 漢帝国の相国
恵帝2年（紀元前193年）、蕭何が死去したことを聞いた曹参はすぐに上京の準備をさせた。曹参の予想通りすぐに使者が来た。後任の斉国の丞相によくいいきかせて後を託した。曹参は蕭何と昔はとても仲がよかったが、将軍・丞相となってからは疎遠だった。しかし、蕭何が死ぬ間際に自分の後継に推薦したのは曹参だけであった。曹参は漢の相国となったが、劉邦と蕭何が定めたあらゆる事柄を変更しなかった。郡や国の役人の中から質朴で重厚な人柄の人物を選び、丞相の属官に任命した。役人のうちで言葉・文章が苛烈で名声を得たがるものは退けた。
曹参は昼も夜も豊醇な酒を飲み、政務に熱心には見えず、彼を訪ねたものは諌めようとしたが、暇もなく酒を飲まされ諌められなかった。曹参は人が小さな過失を犯したのを見ると、それを覆い隠し表沙汰にしないようにしたので相国府では事件は起きなかった。恵帝は、曹参が職務放棄しているのをいぶかり、そのようにするのは自分を軽視しているからだ、と考えていた。そこで曹参の子の曹窋に自分の陰をちらつかせず諌めさせた。すると曹参は激怒し、わが子の曹窋を200回むち打った。朝議の時、恵帝はそのことで、実は自分がそうさせたのでありどうしてそんなことをしたのかと曹参を責めた。曹参は冠を脱ぎ謝罪して、｢陛下にはご自分で判断なされまして、聖明英武の点で高帝（高祖）とどちらが上でしょうか｣と問うた。恵帝は、自分は高祖におよばないと言った。また曹参は、「陛下は私の能力を見て蕭何とどちらが優れていると思われますか」と問うた。恵帝は、あなたはおよばないだろうと言った。そこで、曹参は「そのとおりでございます。高帝は蕭何とともに天下を平定し法令はすでに明白です。我々はそれを遵守すればよいのです」と言った。恵帝は納得して、休息するようにといった。

### 曹参の評価
曹参は恵帝5年（紀元前190年）に死去。懿侯の諡を贈られた。人民は、「蕭何は法度を作り、明白でよく整っている。曹参が彼に代わり、遵守して改変しない。その清浄な政治に、民は安らかで一つ」と歌った。以降の漢王朝でも一部例外を除き、「相国」が蕭何と曹参程の功績のものが居ないのでと永久欠番のような扱いになったことからも、後世でも曹参の評価が高いことが窺える。
司馬遷は、「軍事面の功は韓信に従ったおかげ。秦の残酷な政治の後で人民とともに休息し自然にまかせたので天下の人々はみなその徳をたたえた」と評した。

## その末裔

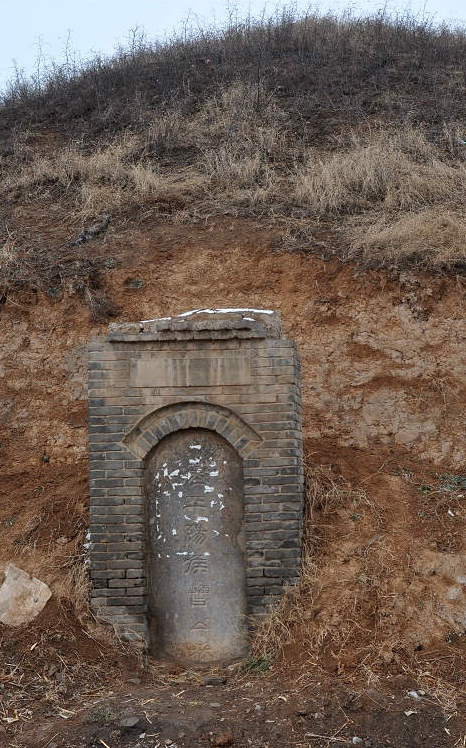
漢平陽侯曹参の墓（陝西省咸陽市秦都区）

曹参の死後、曹窋が継ぎ、呂后時代には御史大夫だった。曹窋は呂産がクーデターを起こそうとしていることを察知し、陳平らに伝えた結果、クーデターは失敗して呂后一族を漢王朝から引きずり下ろすこととなった。文帝が即位すると、御史大夫を免ぜられ平陽侯となる。曹窋の子の曹奇は呉楚七国の乱で欒布と共に膠西・菑川・膠東軍を破る。曹奇の子の曹時が平陽侯を継ぎ、武帝の姉である平陽公主を娶るが、伝染病に感染し離縁させられ、平陽公主は衛青に嫁ぐ。曹時と平陽公主のあいだの子の曹襄が平陽侯を継ぎ、武帝の娘である衛長公主を娶る。曹襄の子の曹宗が平陽侯を継ぐが、戾太子の反乱に連座して爵位を取り上げられる。宣帝の代になり、曹参の功績を残すため曹参の昆孫の曹喜を見つけ、再び平陽侯を継がせた。
後漢末に登場した曹操の実家は、曹参の子孫と自称している。ただし、曹操の祖父の曹騰は宦官であり、曹参の同僚である夏侯嬰の子孫の曹嵩を養子に入れて、曹の姓を名乗らせた。

## 曹参を題材とした作品
- 楚漢名臣列伝（小説、宮城谷昌光、文藝春秋）